# Nollendorfstraße
Die Nollendorfstraße ist eine Wohn- und Einkaufsstraße im Berliner Ortsteil Schöneberg, die im späten 19. Jahrhundert angelegt wurde. Häufig wird sie nur die Nolle genannt.

## Geschichte
Die Nollendorfstraße gehörte zu den Schöneberger Straßen, die der Hobrecht’sche Bebauungsplan festsetzte.
Den Namen erhielt sie 1864 genauso wie auch der Nollendorfplatz in Erinnerung an die Schlacht von 1813 bei Kulm und Nollendorf im Sudetenland. Die Straße liegt in der Nähe des sogenannten „Generalszuges“, dessen Straßen und Plätze nach Generälen und Schlachten der Befreiungskriege 1813–1815 benannt sind.

## Struktur und Sehenswürdigkeiten
Der Abschnitt zwischen der Eisenacher Straße und der Maaßenstraße ist eine von Autos befahrbare Zone mit Kleincafés, Friseursalons und Restaurants, wogegen der Abschnitt von der Maaßenstraße bis zur Zietenstraße eine von Mietshäusern dominierte Fußgängerzone ist. In diesem Abschnitt stehen die Bäume und ein Straßenbrunnen in der Straßenmitte, was sehr ungewöhnlich ist.
In der Nollendorfstraße 21a gibt es ein Studentenwohnheim, das bis Anfang 2013 umfangreich saniert und umgebaut wurde.
Unter der Hausnummer 37 (Eckgebäude zur Maaßenstraße) steht ein Wohnhaus unter Denkmalschutz.
Am Haus Nollendorfstraße 17 befindet sich eine Gedenktafel für den britischen Schriftsteller Christopher Isherwood, der hier einige Jahre wohnte. Nach Motiven zweier seiner Romane entstand später das Musical Cabaret Berlin.
Es wurden in der Straße auch Stolpersteine verlegt.